# Kara Kilinsky
Karina Esparza Kilinsky (Moscú, Rusia; 14 de enero) es una actriz mexicana de origen ruso.

## Biografía
Ha sido alumna de grandes maestros de teatro, cine y televisión como Ron Burrus, Rosa María Bianchi, Antonio Peñuñuri, Alexander Minchenko y Antonio Castro. Su experiencia profesional consta de varias obras de teatro entre las que destacan Desquiciados y La vida en escena de Carlos Mugica; El Oso bajo la dirección de Silvia Rizzo y El Alfarero de Alexander Minchenko. En televisión ha participado en series y telenovelas como Mujeres Asesinas, La rosa de Guadalupe, Ni contigo ni sin ti entre otras.
Actualmente es maestra de Actuación y de Creatividad del Centro de Educación Artística de Televisa.
Estudió actuación en el Instituto Ruso Mexicano Serguei Eisenstein y posteriormente en el Centro de Educación Artística de Televisa (CEA), en donde actualmente es maestra titular de Actuación y de Creatividad.  
Sus recientes participaciones incluyen las series de televisión Mujeres Asesinas y Chanóc, así como las puestas en escena El Oso de Chejov y Desquiciados.
- Datos: Q6458193